# I. Ulászló lengyel király
I. Ulászló (ismert ragadványnevén Kis Ulászló, lengyelül: Władysław I Łokietek; 1261 körül – Krakkó, Lengyel Királyság, 1333. március 2.), a Piast-ház kujáviai ágából származó lengyel herceg, I. Kázmér kujáviai herceg és Opolei Eufrozina fia, aki Lengyelország fejedelme 1306-tól, majd hosszú idő után a lengyel királyi cím birtokosa 1320-tól 1333-as haláláig. Lengyelország újraegyesítőjeként tartják számon. Mazóviai Konrád lengyel fejedelem unokája.

## Élete

### Lengyelország egyesítése
Brześći Kujáviában és Dobrzyńban fejedelem 1267–1275 (anyja gyámsága alatt), együtt uralkodott testvéreivel 1275–1288 között. brześći és sieradzi fejedelem 1288–1300 között, sandomierzi fejedelem 1289–1292 között, 1292–1300 között II. Vencel hűbérese, a dobrzyńi fejedelemségben helytartó 1293–1295 között, łęczycai fejedelem 1294–1300 között, nagy-lengyelországi és pomerániai fejedelem 1296–1300 között, 1300–1304 között száműzetésben, 1304-től wiślicai fejedelem, 1305-től újra sandomierzi, sieradzi, łęczycai és brześci, 1306-tól Krakkóban és nagyfejedelem az inowrocławi és dobrzyńi fejedelemség felett, 1306–-1308/9 között Pomerániában, 1314-től Nagy-Lengyelországban.
1300-ban vereséget szenvedett II. Vencel cseh királytól, aki ezután elfoglalta Felső-Sziléziát és Krakkót, majd haláláig Nagy-Lengyelország választott királyaként uralkodott. Ulászlót hosszas bolyongás után Aba Amadé látta vendégül gönci várában. Csapatokkal is segítette, kihasználva, hogy 1304-ben Vencel kevés sikert hozó magyarországi hadjárata után Károly Róbert szövetséget kötött a cseh trónra ácsingózó III. Rudolf osztrák herceggel. Egyúttal Csák Máté is Vencel ellen fordult. Az év őszén nemcsak ez a  három sereg:
- Rudolfé
- Károlyé és
- Csák Máté híveié

hatolt be II. Vencel országába, hanem egyúttal Aba Amadé és Ulászló is betört a Krakkói Hercegségbe, ahol elfoglalták Wiślicát, 1305-ben Sandomierzet, 1306 tavaszán Krakkót. Maga Amadé legkésőbb 1306/1307 telén visszatért Magyarországra, de (felvidéki) magyar csapatok bizonyítottan még legalább 1308 tavaszáig harcoltak Ulászló oldalán.

### Lengyel királysága
1314-re sikerült egyesítenie Lengyelországot Pomeránia, Mazóvia és Szilézia kivételével és 1320-ban lengyel királlyá koronáztatta magát. Sziléziáért Luxemburgi János cseh királlyal vetélkedett, aki a lengyel királyi címet is felvette, hogy kifejezze egész Lengyelország iránti igényét. Pomerániáért a Német Lovagrenddel folytatott háborút. A németek és a csehek ellen Magyarországhoz, illetve Károly Róberthez igyekezett közeledni, akihez lányát, Erzsébetet 1320-ban feleségül adta. 1327-ben Károly király fel is lépett az érdekében, amikor János király a Károllyal tartott nagyszombati találkozó után rögtön Sziléziába ment, hogy onnan Ulászló fővárosa, Krakkó ellen vonuljon. Károly Róbert fenyegető hangú üzenetére János elállt a támadástól, de szövetséget kötött a Német Lovagrenddel.
1329 és 1332 között Ulászló súlyos harcokat vívott a Lovagrenddel, amiben Károly Róberttől jelentős katonai segítséget kapott. János cseh király is megtámadta ekkor Ulászlót, mire Károly kibékült az osztrák hercegekkel és 1331 őszén nagy erőkkel, állítólag 50 ezer katonával felvonult a cseh határra, mire János király kénytelen volt visszavonulni országába, és 1332-ben békét kötött Károly Róberttel. Károly Róbert ettől kezdve arra törekedett, hogy kibékítse egymással a cseh és a lengyel királyt, ami Ulászló 1333-as halálát követően fia és utóda, Nagy Kázmér idején sikerült is (1335).
1327-től megszerzi Sieradz és Łęczyca helyett Inowrocławot és Dobrzyńt, 1329-ben elveszti Dobrzyńt, 1332-ben Kujáviát.

## Házasság és gyermekei
Ulászló 1293-ban vette feleségül Kaliszi Hedviget, Jámbor Boleszláv és Árpád-házi Boldog Jolán lányát. Tőle három gyermek született:
- Kinga (1298–1331). Férje: Świdnica Bernát (1291-1326), Jawor-Lwówek-Świdnica-Ziębice hercege.
- Piast Erzsébet magyar királyné (1305 – 1380). I. Károly magyar király felesége.
- III. Kázmér lengyel király (1310 – 1370).